# Новая Александровка (Старошайговский район)
Но́вая Алекса́ндровка — село, центр сельской администрации в Старошайговском районе. Население 224 чел. (2001), в основном русские.
Расположена на речке Маркуше, в 32 км от районного центра и 80 км от железнодорожной станции Саранск. Название-антропоним. В «Списке населённых мест Нижегородской губернии» (1859) Новая Александровка — село казённое из 148 дворов (1 301 чел.) Лукояновского уезда. С 1950 в Новой Александровке функционировал колхоз им. Молотова, затем «Ленинская искра», 1960 — «Дружба», 1977 — совхоз, с 1997 — СХПК «Александровский». В современном селе — средняя школа, ДК, медпункт, магазин; памятник воинам, погибшим в годы Великой Отечественной войны. Новая Александровка — родина Героя Советского Союза Н. П. Кабалина. В Новоалександровскую сельскую администрацию входят поселок Верхний Кивчей (6 чел.) и деревня Кивчей (12 чел.).

## Источник
- Энциклопедия Мордовия, Т. Н. Кадерова.